# Anstandsliteratur
Anstandsliteratur ist eine Sammelbezeichnung für Werke, die sich mit gesellschaftlichen Umgangsformen befassen wie z. B. Benimmbuch, Netiquette.
Diese sind heutzutage vor allem aufschlussreiche sozialgeschichtliche Quellen, welche über die Lebensstile, Konventionen, Normen und Vorschriften einer bestimmten Zeit informieren.
Das bekannte Buch von Adolph Freiherr Knigge: Über den Umgang mit Menschen (1788) war nicht eigentlich als Anstandsfibel gedacht, sondern befasst sich mit allgemein menschlichen Fragen. Dies bezeugen einige der 27 Kapitelüberschriften: Über den Umgang mit sich selbst,
Von dem Umgange unter Eheleuten, Über den Umgang unter Freunden, Über den Umgang mit Gelehrten und Künstlern, Über das Verhältnis zwischen Schriftsteller und Leser usw. Nachdem aber das Buch bereits zu Knigges Lebzeiten sehr erfolgreich war, wurde es nach seinem Tod von unterschiedlichen Herausgebern als „moderner Knigge“ überarbeitet, bis das Buch bzw. sein Autor schließlich zu einem Synonym für Benimmregeln wurde.

## Beispiele für Anstandsliteratur

### Vor dem 18. Jahrhundert
- Erasmus von Rotterdam: De civilitate. 1529.

### 18. Jahrhundert
- Joachim Heinrich Campe: Vaeterlicher Rath für meine Tochter. 1789 (zeno.org).
- Anonym: D. Martin Luthers Sittenbuch für den Bürger und Landmann. Voß und Compagnie, Leipzig 1794 (zeno.org).
- Johann Christian Siede: Versuch eines Leitfadens für Anstand, Solidität, Würde und männliche Schönheit. Dessau 1797 (zeno.org).
- Friedrich Christian Laukhard: Zuchtspiegel für Eroberungskrieger, Advokaten und Aerzte. Fleischer, Paris 1799 (zeno.org).
- Ignaz Heinrich von Wessenberg: Über den Verfall der Sitten in Teutschland. 1799 (zeno.org).
- Georg Carl Claudius: Kurze Anweisung zur wahren feinen Lebensart. Adam Friedrich Böhme, Leipzig 1800 (zeno.org).

### 19. Jahrhundert
- Anonym: Sitten, Gebräuche und Narrheiten alter und neuer Zeit. Berlin 1806 (zeno.org).
- Anonym: Briefe über die Höflichkeit und den Anstand oder die feine Lebensart, für Jünglinge der gebildetern Stände. Leipzig 1804 (zeno.org).
- Ernst Moritz Arndt: Entwurf der Erziehung und Unterweisung eines Fürsten. 1813 (zeno.org).
- Carl Nicolai (1779–1819): Über Selbstkunde, Menschenkenntniß und den Umgang mit den Menschen. 1815 (zeno.org).
- Karl August Heinrich Hoffmann: Unentbehrliches Galanterie-Büchlein für angehende Elegants. 1827 (zeno.org).
- Anonym: Der galante Stutzer. 1828 (zeno.org).
- Constanze von Franken: Wovon soll ich reden? Die Kunst der Unterhaltung 1871.
- Stillfried-Alcántara: Ceremonial-Buch für den Königlich Preußischen Hof I–XII. 1877 (zeno.org).
- A. Kistner: Schicklichkeitsregeln für das bürgerliche Leben. 1886 (zeno.org).
- Emma Kallmann: Der gute Ton. 1891 (zeno.org).
- Marie von Adelfels: Des Kindes Anstandsbuch. Schwabacher’sche Verlags-Buchhandlung, Stuttgart 1894 (zeno.org).
- Marie Calm: Die Sitten der guten Gesellschaft. Schwabacher’sche Verlags-Buchh., Stuttgart 1894 (zeno.org).
- Franz Vogt: Anstandsbüchlein für das Volk. Donauwörth 1894 (zeno.org).
- Otto Berger: Der gute Ton. Enßlin & Laiblins Verlagsbuchhandlung, Reutlingen 1895 (zeno.org).

### 20. Jahrhundert
- Gontard: Wie soll ein weibliches Wesen sich benehmen, um einen Mann zu bezaubern? 1904.
- Koebner: Der Gentleman. 1913.
- Engelhardt: Kleiner Knigge für heimkehrende Sieger. 1918.
- Paula von Reznicek: Auferstehung der Dame. 1928.
- Schütte: Willst du erfahren, was sich ziemt? 1934.
- Karlheinz Graudenz (unter Mitarbeit von Erica Pappritz): Das Buch der Etikette. Perlen-Verlag, Marbach am Neckar 1956.
- Smolka: Gutes Benehmen von A–Z. (1957),
- Erica Pappritz, Karlheinz Graudenz: Etikette neu. 12., völlig neu bearb. Auflage. Südwest-Verlag, München 1971, ISBN 3-517-00026-4.
- Commer: Managerknigge. 1992.
- Erica Pappritz: Etikette neu – Der Knigge aus den Wirtschaftwunderjahren. aktuelle Auflage. Verlagsanstalt Handwerk, Düsseldorf 2008 / Pappritz-Archiv, Bonn, ISBN 978-3-87864-919-9.
- Thomas Schäfer-Elmayer: (Der Elmayer): Gutes Benehmen gefragt. 1999.